# Владиславская волость (Перекопский уезд)
Владиславская во́лость — административно-территориальная единица в составе Перекопского уезда Таврической губернии. Образована в 1860-х годах, после земской реформы Александра II, как часть Таврической губернии, в основном, из деревень старой Ишуньской, Агъярской и Башкирицкой волостей. Располагалась на территории современных районов, занимая восточную часть Джанкойского, северо-западную Нижнегорского и север Красногвардейского. Волостное правление размещалось в деревне Владиславовка с русским населением. В труде профессора А. Н. Козловского 1867 года «Сведения о количестве и качестве воды в селениях, деревнях и колониях Таврической губернии» приведён список селений на начало 1860-х годов, численность населения приведена по «Списку населённых мест Таврической губернии по сведениям 1864 года», согласно которой в 81 селении проживал 2041 человек.

## Состав и население волости на 1864 год
В книге А. Н. Козловского среди селений волости, расположенных на юго-западе, упоминается Кыр-Кият, который идентифицировать пока не удалось.
Часть селений к 1864 году уже опустела, в результате эмиграции крымских татар, особенно массовой после Крымской войны 1853—1856 годов, в Турцию, в «Списке населённых мест Таврической губернии по сведениям 1864 года» отсутствует и встречается только в книге А. Н. Козловского:

| - Джавболду - Кадыр-Аджи - Отар - Сыртке-Чуча | - Тюбет-Адаргын - Траш-Конрат - Шеих-Шаяк - Эчеге |

К 1886 году Владиславская волость была упразднена, селения переданы в состав, в основном, Байгончекской и Эйгенфельдской волостей.